# みどりの窓口
みどりの窓口（みどりのまどぐち）は、主にJRグループの旅客鉄道各社が設置・営業する乗車券類発売所（出札所）のうち、マルス端末が設置され、JRグループ旅客全社の鉄道線乗車券類（乗車券・特急券・指定券など）やJRバス路線、高速、ツアーバスの座席指定制路線の乗車券・指定券などを総合的に発券できる発売所である。窓口形式でない発売所も多い。

## 概説
マルス端末が設置された日本国有鉄道（国鉄）の発売所システム・ネットワークを継承する形で、JR旅客6社の主な駅と、その他一部鉄道事業者（主にJRから経営移管した事業者、JRとの直通列車を運行する事業者）の駅に設置されている。
日本の一部大手旅行会社・空港旅客ターミナル・バスターミナル・フェリーターミナルなどにも設置されている。ブランドとシステムを継承しているだけで、みどりの窓口の標示はロゴマークを除き、各社に違いがある。
みどりの窓口のマークは国鉄分割民営化により誕生した東日本旅客鉄道（JR東日本）が1992年（平成4年）に出願し、1996年（平成8年）8月1日付で同社の登録商標（第3116438号）としている。「みどりの窓口」の呼称は当初はJR旅客6社全社で使用していたが、東海旅客鉄道（JR東海）は「みどりの窓口」の呼称を順次取りやめて「JR全線きっぷうりば」の表記を用いている（詳細後述）。
駅務室に窓を設けただけの小さなものから、ターミナル駅の大規模な窓口までその形態は様々である。乗降人員の少ない駅では、窓口専任の係員を配置せずに有人改札の係員が窓口業務を兼務している。1988年3月12日までは座席指定券類のほかに青函連絡船による自動車航送予約も引き受け、航送当日に桟橋窓口に車検証を持参して乗船名簿に記入した。
みどりの窓口の発祥は、門司鉄道管理局が全国に先駆けてはじめた国鉄セールスマンによる団体旅行勧誘に始まる。当時、小倉、博多、佐賀、佐世保、後藤寺の各駅に1人ずつ配属されたが、小倉駅の助役 兼 旧国鉄九州旅行センター室長で当時41歳の渡辺清が第一号で、現在の「みどりの窓口」の発案者の1人でもある。みどりの窓口の発祥は国鉄セールスマンがはじまりであり、旧国鉄九州旅行センターの窓口が緑色であったことから、後の「みどりの窓口」へと繋がる。「みどりの窓口」の発祥の模様は1963年12月27日発行のアサヒグラフで取り上げられ、この模様はNHKで放送された。
名前の由来は、切符の地紋が常備券は赤や青であるのに対し、この窓口で発券されるものは淡い緑色であることによる。1990年代後半からは緑色に代わり、偽造防止を兼ねて濃い水色の帯と「JR」マークのホログラムを施している。
1960年代までは、東海道新幹線や特急列車など優等列車の指定券や寝台券は列車ごとの台帳で管理され、空席照会や予約に際して窓口から台帳の保有駅や統括する乗車券センターへ電話連絡していた。この方式では指定券の発行に1 - 2時間を要したり、同一座席を重複販売してしまうことがあった。
上記の問題を解決するとともに、指定券の手配をオンライン方式に切り替えることを目的として、1965年9月24日に日本全国の主要152駅と日本交通公社の83か所の営業所に開設され、1965年10月1日実施のダイヤ改正当日に始発駅を発車する列車から販売を開始した。
その後も、マルスの能力向上に連動して、設置駅の拡大や他の大手旅行会社へも接続が行われ、2011年時点で大都市近郊の大半の駅や大手旅行会社の窓口に設置されている。
国鉄時代は、駅出札窓口の中でも原則どおりに指定席専用取扱窓口のみを「みどりの窓口」と称することが多く、他の自由席・定期券等取扱窓口は単に「きっぷうりば」「国鉄全線窓口」と呼ばれることも多かった。
JR化以後は、合理化のため各駅の窓口減少、サービス向上のためマルス端末を増設、旧型印刷発行機の置き換え、常備・硬券取扱いからの移行、などの影響で、指定席取扱窓口と自由席のみ取扱窓口の併設駅は僅少となっている。マルス端末の取扱券種は拡大し、指定券に限らず乗車券・自由席特急券・急行券・定期券・イベント券・航空券なども発売しており、複数窓口設置駅で「指定席取扱窓口（みどりの窓口）」と「自由席窓口」をそれぞれ配置する必要がない。
市販の時刻表の索引地図は、JR線・第三セクター線、及びバスターミナル（2014年8月時点で草津温泉駅のみ）でみどりの窓口が設置されている駅を記載している。

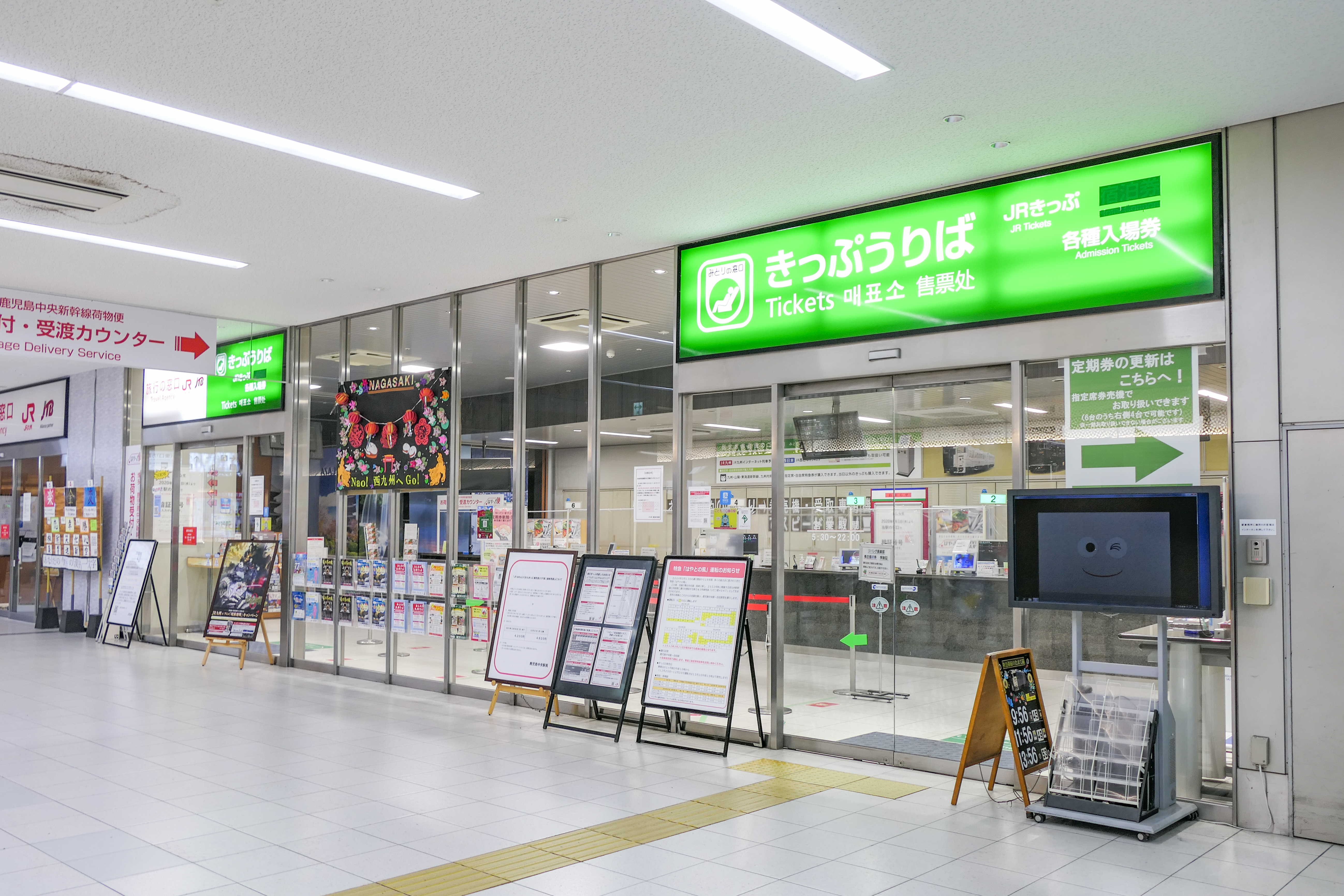
店舗方式のみどりの窓口（JR九州・鹿児島中央駅）
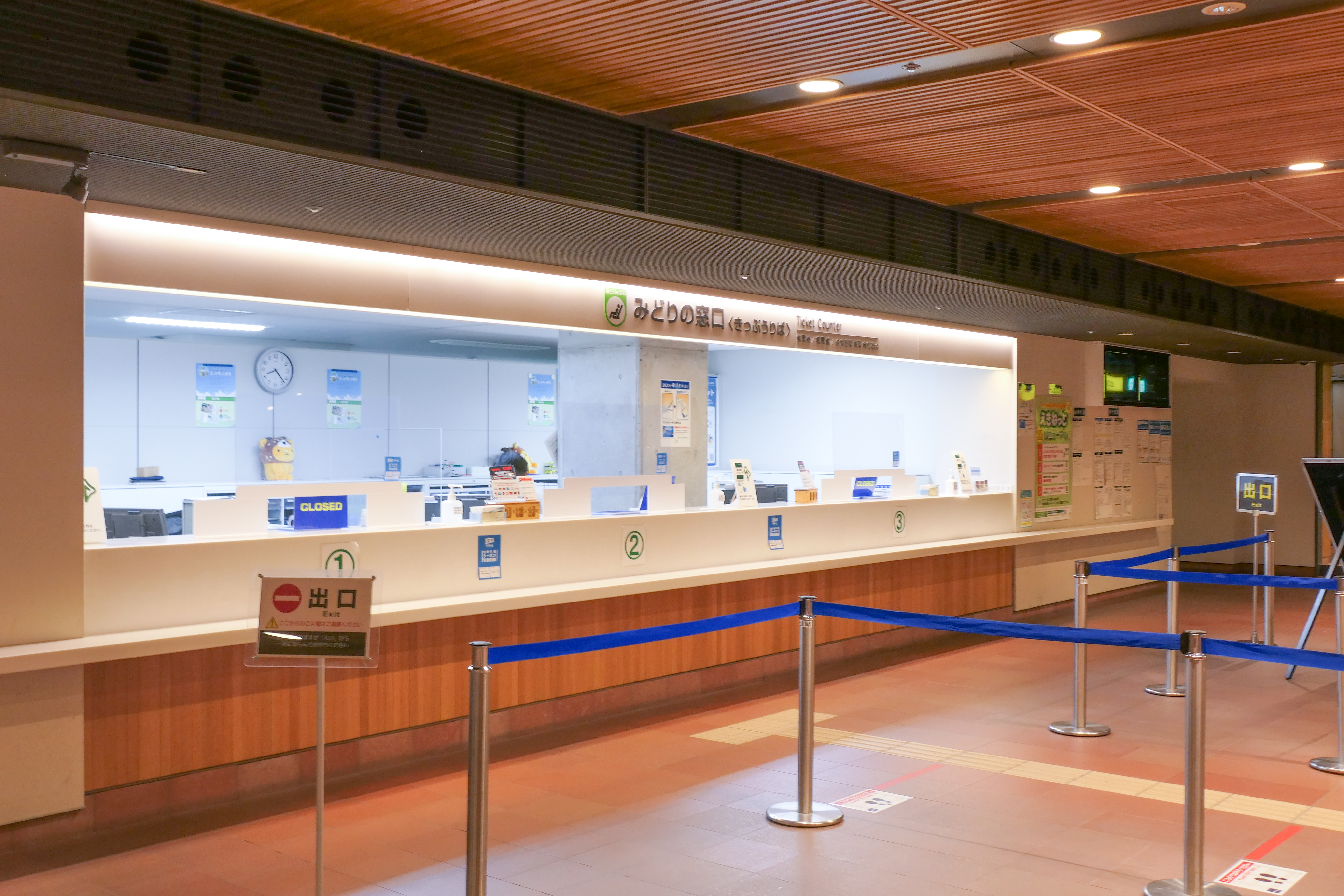
オープンカウンター形式のみどりの窓口（JR北海道・旭川駅）
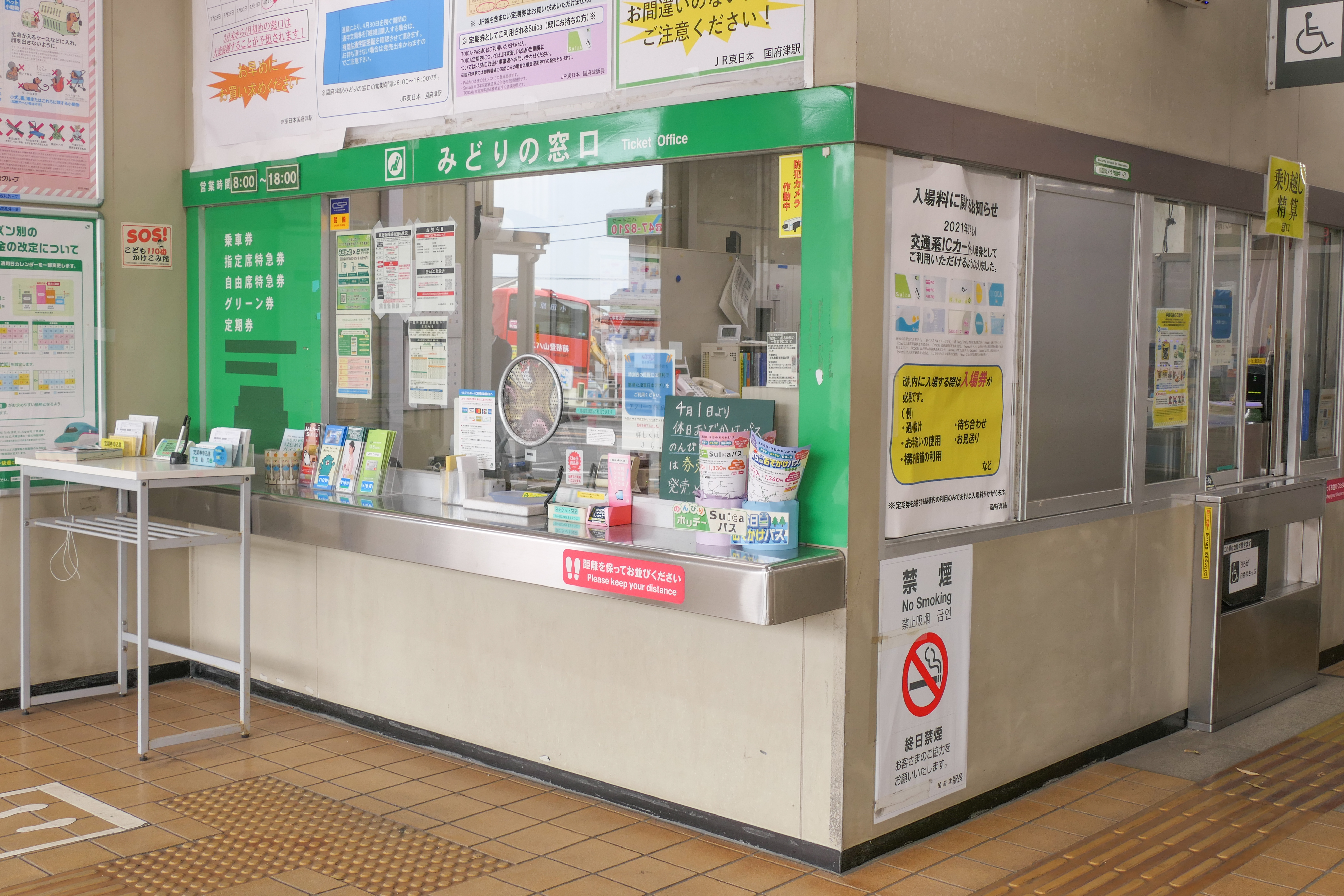
クローズカウンター形式のみどりの窓口（JR東日本・国府津駅）

## みどりの窓口当初開設箇所（1965年9月24日時点）

### 国鉄駅（45都道府県・152駅）
| 都道府県                                                                                           | 開設駅 | 出典              |
| -------------------------------------------------------------------------------------------------- | --- | ----------------- |
| 北海道                                                                                             | 札幌駅(2)、*旭川駅、*帯広駅、*釧路駅、*小樽駅、*室蘭駅、*函館駅 | [ 5 ] [ 6 ]       |
| 青森県                                                                                             | 青森駅、*弘前駅 | [ 5 ] [ 6 ]       |
| 岩手県                                                                                             | 盛岡駅、*花巻駅 | [ 5 ] [ 6 ]       |
| 宮城県                                                                                             | 仙台駅(2) | [ 5 ] [ 6 ]       |
| 秋田県                                                                                             | 秋田駅 | [ 5 ] [ 6 ]       |
| 山形県                                                                                             | 山形駅、*酒田駅 | [ 5 ] [ 6 ] [ 7 ] |
| 福島県                                                                                             | 福島駅、郡山駅、*会津若松駅、*平駅 | [ 5 ] [ 6 ]       |
| 茨城県                                                                                             | *水戸駅 | [ 5 ] [ 6 ]       |
| 栃木県                                                                                             | *宇都宮駅、*黒磯駅、*日光駅 | [ 5 ] [ 6 ]       |
| 群馬県                                                                                             | *高崎駅、*渋川駅、*桐生駅 | [ 5 ] [ 6 ]       |
| 埼玉県                                                                                             | 大宮駅 | [ 5 ] [ 6 ]       |
| 千葉県                                                                                             | 千葉駅 | [ 5 ] [ 6 ]       |
| 東京都                                                                                             | 東京駅(43)、有楽町駅(2)、新橋駅(3)、品川駅、大井町駅、大森駅、蒲田駅、 五反田駅、目黒駅、渋谷駅(2)、新宿駅(2)、高田馬場駅、池袋駅(2)、 神田駅(2)、秋葉原駅、御徒町駅、上野駅(9)、赤羽駅、北千住駅、 錦糸町駅、*両国駅、浅草橋駅、御茶ノ水駅、飯田橋駅、中野駅、 阿佐ケ谷駅、荻窪駅、吉祥寺駅、立川駅、八王子駅 | [ 5 ] [ 6 ]       |
| 神奈川県                                                                                           | 横浜駅(2)、新横浜駅、川崎駅、大船駅、鎌倉駅、小田原駅 | [ 5 ] [ 6 ]       |
| 新潟県                                                                                             | 新潟駅(2)、長岡駅、*直江津駅 | [ 5 ] [ 6 ] [ 8 ] |
| 富山県                                                                                             | 富山駅、*高岡駅 | [ 5 ] [ 6 ]       |
| 石川県                                                                                             | 金沢駅、*動橋駅、*大聖寺駅 | [ 5 ] [ 6 ]       |
| 福井県                                                                                             | 福井駅、*敦賀駅 | [ 5 ] [ 6 ]       |
| 長野県                                                                                             | 長野駅、*松本駅、*軽井沢駅 | [ 5 ] [ 6 ]       |
| 岐阜県                                                                                             | 岐阜駅、岐阜羽島駅 | [ 5 ] [ 6 ]       |
| 静岡県                                                                                             | 静岡駅(2)、浜松駅、*清水駅、沼津駅、*三島駅、熱海駅(4)、伊東駅 | [ 5 ] [ 6 ]       |
| 愛知県                                                                                             | 名古屋駅(20)、豊橋駅、*熱田駅、尾張一宮駅、*千種駅 | [ 5 ] [ 6 ]       |
| 三重県                                                                                             | 四日市駅 | [ 5 ] [ 6 ]       |
| 滋賀県                                                                                             | *大津駅、米原駅、*彦根駅 | [ 5 ] [ 6 ]       |
| 京都府                                                                                             | 京都駅(13)、*福知山駅 | [ 5 ] [ 6 ]       |
| 大阪府                                                                                             | 大阪駅(22)、新大阪駅(13)、*京橋駅、*玉造駅、*鶴橋駅、天王寺駅(2)、湊町駅、*放出駅 | [ 5 ] [ 6 ]       |
| 兵庫県                                                                                             | 神戸駅(2)、三ノ宮駅(2)、*芦屋駅、*尼崎駅、*明石駅、*加古川駅、姫路駅 | [ 5 ] [ 6 ]       |
| 奈良県                                                                                             | *奈良駅 | [ 5 ] [ 6 ]       |
| 和歌山県                                                                                           | *東和歌山駅、*白浜駅 | [ 5 ] [ 6 ]       |
| 鳥取県                                                                                             | *鳥取駅、*米子駅 | [ 5 ] [ 6 ]       |
| 島根県                                                                                             | 松江駅 | [ 5 ] [ 6 ]       |
| 岡山県                                                                                             | 岡山駅(2)、倉敷駅、宇野駅 | [ 5 ] [ 6 ]       |
| 広島県                                                                                             | 広島駅(3)、*三原駅、尾道駅、福山駅、呉駅 | [ 5 ] [ 6 ]       |
| 山口県                                                                                             | *小郡駅、下関駅、岩国駅、徳山駅、*防府駅、宇部新川駅 | [ 5 ] [ 6 ]       |
| 徳島県                                                                                             | *徳島駅 | [ 5 ] [ 6 ]       |
| 香川県                                                                                             | 高松駅 | [ 5 ] [ 6 ]       |
| 愛媛県                                                                                             | 松山駅 | [ 5 ] [ 6 ]       |
| 高知県                                                                                             | 高知駅 | [ 5 ] [ 6 ]       |
| 福岡県                                                                                             | 博多駅(3)、門司駅、小倉駅(2)、黒崎駅、久留米駅、大牟田駅 | [ 5 ] [ 6 ]       |
| 佐賀県                                                                                             | 佐賀駅 | [ 5 ] [ 6 ]       |
| 長崎県                                                                                             | 長崎駅、佐世保駅 | [ 5 ] [ 6 ]       |
| 熊本県                                                                                             | 熊本駅 | [ 5 ] [ 6 ]       |
| 大分県                                                                                             | 大分駅、別府駅 | [ 5 ] [ 6 ]       |
| 宮崎県                                                                                             | 宮崎駅、延岡駅 | [ 5 ] [ 6 ]       |
| 鹿児島県                                                                                           | 西鹿児島駅、鹿児島駅 | [ 5 ] [ 6 ]       |
| 1. 2. 3. 4. 5. 6. 7. 8. 9. 10. 11. 12. 13. 14. 15. 16. 17. 18. 19. 20. 21. 22. 23. 24. 25. 26. 27. | |                   |

表中の*付の駅は開設時マルス（当時の時刻表では、電子計算機と表記）未設置。括弧内の数字は複数台マルスが設置された駅におけるマルスの台数。
この時点では山梨県には一切なく、沖縄県にはそもそも国鉄→JRの路線が存在しないため、マルス接続の端末を設置した大手旅行会社と過去に存在したJR九州沖縄支店を別とすれば、みどりの窓口の設置は現在に至るまでない。

### 日本交通公社営業所（30都道府県・83営業所）
| 都道府県 | 開設営業所 | 出典  |
| -------- | --- | ----- |
| 北海道   | 札幌、北海道庁内、札幌今井内、函館、旭川、釧路 | [ 5 ] |
| 青森県   | 青森 | [ 5 ] |
| 岩手県   | 盛岡 | [ 5 ] |
| 宮城県   | 仙台、仙台東一番丁、仙台藤崎内 | [ 5 ] |
| 秋田県   | 秋田 | [ 5 ] |
| 茨城県   | 水戸 | [ 5 ] |
| 群馬県   | 高崎 | [ 5 ] |
| 埼玉県   | 浦和 | [ 5 ] |
| 東京都   | 本社内、丸ビル内、国際観光会館内、有楽町、内幸町、神田、駿河台、京橋、日本橋高島屋内、日本橋三越内、 掘留、東銀座、虎ノ門、蒲田、上野、浅草松屋内、亀戸、仁丹ビル内、新宿、池袋 | [ 5 ] |
| 神奈川県 | 横浜、川崎、横須賀、小田原 | [ 5 ] |
| 新潟県   | 新潟 | [ 5 ] |
| 石川県   | 金沢 | [ 5 ] |
| 長野県   | 長野 | [ 5 ] |
| 岐阜県   | 岐阜 | [ 5 ] |
| 静岡県   | 静岡、熱海、浜松 | [ 5 ] |
| 愛知県   | 名古屋駅前、名古屋豊田ビル内、名古屋駅内、名古屋松坂屋内、名古屋栄町、豊橋 | [ 5 ] |
| 京都府   | 京都駅前、京都駅内、京都朝日ビル内 | [ 5 ] |
| 大阪府   | 新大阪駅内、梅田、新阪神ビル内、中之島、大ビル内、本町、安土町、北浜、大阪高島屋内、大阪大丸内、天王寺                                                                          | [ 5 ] |
| 兵庫県   | 神戸三ノ宮、姫路 | [ 5 ] |
| 和歌山県 | 和歌山 | [ 5 ] |
| 島根県   | 松江 | [ 5 ] |
| 岡山県   | 岡山、岡山天満屋内 | [ 5 ] |
| 広島県   | 広島 | [ 5 ] |
| 山口県   | 下関 | [ 5 ] |
| 香川県   | 高松 | [ 5 ] |
| 福岡県   | 福岡、福岡岩田屋内、小倉、八幡 | [ 5 ] |
| 長崎県   | 長崎 | [ 5 ] |
| 熊本県   | 熊本 | [ 5 ] |
| 大分県   | 大分 | [ 5 ] |
| 鹿児島県 | 鹿児島 | [ 5 ] |

この時点では、山形県、福島県、栃木県、千葉県、富山県、福井県、山梨県、三重県、滋賀県、奈良県、鳥取県、徳島県、愛媛県、高知県、佐賀県、宮崎県、沖縄県に所在の日本交通公社営業所には開設されなかった。

## 取扱業務
- 鉄道乗車券類の発売・変更・払い戻し
  - 特に通学定期券の発売については、学校が発行する「通学証明書」（または「通学定期券購入兼用証明書」）の確認が必要なため、有人のみどりの窓口・対話型券売機「アシストマルス」・指定席券売機の動作切り替えによる駅係員の操作での販売・受け取りとなる[9]。
- 航空券の発売・変更・払い戻し
- レンタカー券の発売・変更・払い戻し
- 旅館・ホテル券の発売・変更・払い戻し
- JRバス乗車券（一部路線のみ）・一部他社高速バス乗車券などのバス乗車券の発売・変更

（JR夜行バス・JR高速バスはインターネット予約の普及等により、みどりの窓口での取り扱いを終了した路線が多い）
- 旅行プラン商品の販売
  - 航空券・旅館・ホテル券・旅行プラン商品等の発売は旅行業務取扱管理者資格を持った社員が在籍しないと発売できない為、すべてのみどりの窓口で行われているとは限らない。特に航空券については2022年現在全社で取り扱いを終了している。

## 閉鎖と営業時間短縮
インターネットや携帯電話で指定席券を予約する「えきねっと」・「e5489」・「エクスプレス予約」・JR九州列車予約サービス・JRハイウェイバスの「高速バスネット」などオンライン窓口サービスの急速な普及を考慮し、2000年代半ばからJR各社でみどりの窓口の閉鎖や営業時間の短縮が行われている。また、第三セクター鉄道の管理駅となった場合は、JR指定旅行会社扱いとするか、業務委託駅（定期券発行・えきねっと受取などの取り扱いを含む）扱いとするかが駅により異なる。
JR北海道では「話せる券売機」を有人駅の約8割に設置し、営業時間の短縮や将来的には窓口の5割削減を検討するとしている。
JR東日本では、2005年のもしもし券売機Kaeruくん導入に合わせて、既存の窓口を順次廃止した。2021年には、2025年までに管内のみどりの窓口を約7割減らし、140か所程度まで集約する事を表明したが、指定席券売機では様々な手続が対応できない状態にもかかわらず（「指定席券売機#利用できないサービス」も参照）、みどりの窓口を削減して指定席券売機に置き換える施策を強行したことにより、みどりの窓口でなければ対応できない手続を求める利用者や、外国人旅行者をはじめとする日本の鉄道を利用し慣れていない利用者が残された窓口に殺到し、繁忙期には駅構内で混乱が生じるなどの問題が発生したため、2024年5月に集約計画の凍結を発表した。
JR東海では地方路線を中心に無人駅化を進めている。他社とは異なり、「JR全線きっぷうりば」が撤去されると社員配置も原則廃止され、無人化あるいは駅が所在する自治体などの負担で簡易委託されることになる。後者の場合はマルス端末を存置して指定券や企画券を引き続き取り扱う駅があるが、一部駅でクレジットカードの使用が不可となるなど取り扱いが制限される。2013年以降は武豊線を皮切りに、「お客様サポートサービス（旧・集中旅客サービスシステム）」の導入により東海道線 (名古屋地区)の快速通過駅といった名古屋都市圏でも出札窓口閉鎖・無人化が進んでいる。
JR西日本では乗車券・定期券・指定券が購入可能な多機能通信対話型指定券券売機「みどりの券売機プラス」の設置に合わせて、須磨駅と甲南山手駅を皮切りにみどりの窓口を順次廃止。京阪神地区のみどりの窓口は2030年度頃には30駅程度までに減らす意向を示したほか、管内全域でも2030年度末までに約340駅から100駅程度まで削減する事を表明した。また、地方都市の駅でもみどりの窓口を廃止するケースが出てきているほか、無人駅化に伴いみどりの窓口が廃止されたり、関連子会社へ業務委託を行ったり、営業休止時間が設けられるケースもある。一方、規模の小さい駅でもみどりの窓口とみどりの券売機を併置する駅もある。
JR四国では2021年10月から2022年1月にかけてJR四国管内設置駅の半分にあたる16駅の窓口を閉鎖し、代替として「みどりの券売機プラス」を設置した。
JR九州では2022年3月以降主要駅のみどりの窓口の営業時間を短縮し、利用の少ない駅は窓口販売を廃止する方針であり、福岡県でも枝光駅など約30駅が対象となった。
その他1990年代以降、整備新幹線開業に伴い第三セクター鉄道に移管された並行在来線の駅でも、一部例外（新幹線併設駅やJR（在来線駅）との共同使用駅等）を除きみどりの窓口が閉鎖されるケースが多い。あいの風とやま鉄道、IRいしかわ鉄道等では一部の駅でみどりの窓口の営業を継続しているが、各社単独駅、JR線との接続駅ともにJR西日本指定旅行会社の取り扱いとなり、クレジットカード決済（行う場合でもマルス端末の機能ではなく別途設置のCAT端末で決済し、『C制』表記はマルス端末の機能で別途印字するかゴム印を捺印するかのいずれかで対応）や定期券発行等の一部業務の取り扱いが制限される場合がある。
JR東日本の場合小諸駅ではJR東日本の公式ホームページではみどりの窓口なしの扱いとしているが、実際にはしなの鉄道が業務委託駅扱いでJR線定期券の発行、えきねっとの受取対応やクレジットカード決済（JR券のみ）を取り扱うなど、みどりの窓口相当の取り扱いを行っている。その一方同様の形態（三陸鉄道への業務委託）の宮古駅は公式にみどりの窓口設置駅として扱われている。
時刻表の索引地図でみどりの窓口の表示がない駅でもきっぷ発売窓口が存在する駅もある。また、特急列車が運行されていない路線で新駅が開業する場合は当初からみどりの窓口を設置せず指定券券売機のみを設置する場合がある。時刻表の索引地図では通信対話機能がない指定席券売機設置駅はみどりの窓口が設置されていない駅と表示しているが、アシストマルスを設置している駅はみどりの窓口設置駅として表示されている。
2024年現在、最後にみどりの窓口またはJR全線きっぷうりばが新設された駅は越前たけふ駅となっている。各社で見るとJR北海道では奥津軽いまべつ駅、新函館北斗駅、JR東日本では紫波中央駅、JR東海では御厨駅、JR九州では嬉野温泉駅、新大村駅となっている。

## JR各社の特記事項
JR東海の窓口は民営化からしばらくは、他社同様「みどりの窓口」として案内していたが、2022年現在は白い看板に「JR全線きっぷうりば」と表記しており、一部の構内案内地図を除いて「みどりの窓口」マークも用いていない。扱いとしてはJR他社の「みどりの窓口」同様、乗車券類の購入、変更、払戻しを取扱い、クレジットカードの使用もできる。時刻表で「みどりの窓口」の表記のない簡易委託駅は、マルス端末が設置されている場合でも、乗車券類の払戻しや変更が出来ないなど一部の取扱に制限がある。熱田駅など案内表記の更新が行われていない駅は「きっぷうりば」「JR線きっぷうりば」などの表記に「みどりの窓口」のマークを小さく併記されたり、子会社のJR東海ツアーズでも「みどりの窓口」マークが併記されている場合がある。JR東海によると、「みどりの窓口」から表記を変更したのは「どの駅（の窓口）でも指定席の発売が可能なため」との理由からであるという。

## テレビ番組「みどりの窓口」
1967年10月2日から1985年3月にかけて、テレビ朝日（開始当初はNETテレビ）で『みどりの窓口』が放送された。国鉄が提供し同社関連の情報を伝える内容で月 - 土曜日の朝7時45分から15分間生放送されていた。1972年4月放送分からカラー化されたがNETの番組の中で最も遅いカラー化である。NETとテレビ朝日の女性アナウンサーだった南美希子、中里雅子、西田百合子、野崎由美子、小宮悦子、原麻里子などがキャスターを担当。南はテレビ朝日入社直後にこの番組を担当して鉄道関連で博識となり『タモリ倶楽部』などに出演する。
朝の首都圏の運行情報、特急・寝台特急列車の空席情報、国鉄からの告知のほかに首都圏に限らない列車や沿線のみどころなどを紹介するコーナーが放送された。空席情報のBGMにポール・モーリアの「ペガサスの涙」やイエロー・マジック・オーケストラの「テクノポリス」などを用い、ブルートレインブームの夏休み中に小学生参加の鉄道クイズ大会が開催されたこともあった。

放送時間については変遷があり、1970年代後期は朝7時30分からの時期があった他、1980年代からは放送時間が朝6時45分からに繰り上げられ、1984年4月1日からは平日は同局の朝ワイド番組「おはようテレビ朝日」の1コーナーとして朝7時15分から7時30分の間の10分間になり、同年10月15日は朝7時35分から7時50分の間の放送となった、土曜日の放送は独立したままで6時45分からの放送だった。

1985年4月からは、内容をそのままテレビ東京に移して『レール7』という番組になった。
1987年4月の国鉄分割民営化に伴い、提供はJR東日本に引き継がれた。その後1991年4月から『列車でいい旅』に一新され、1992年3月に放送を終了した。
当時放映された紹介などの国鉄制作のPR映像は一部が交通博物館に保存され、館内で上映されることもあった。しかし同館閉館後の扱いは不明であり、2007年開館の鉄道博物館でも館内での上映や映像の貸し出し等の扱いは行われていない。特急シリーズなどこのPR映像の一部は鉄道ジャーナル社が制作を担当、同社の手によってビデオ・DVDが販売された。

## その他
2021年現在のみどりの窓口において、最北端は稚内駅、最東端は根室駅、最南端は指宿駅、最西端は佐世保駅である。
JR東日本では、都市部を中心にびゅうプラザなど旅行センターと一体化した窓口を設置している駅もあった。また、中野駅の「NAKANO stand」のようにNewDaysと一体化された新しい形のみどりの窓口もある。
国鉄時代のみどりの窓口（みどりの窓口がない特急・急行列車停車駅も含む）における指定券の発売時間は、前売の指定券が10時から17時まで、当日乗車の指定券は窓口の営業開始時間から当該列車の発車時刻までとなっていた。みどりの窓口がなく、かつ普通列車しか停車しない駅（『国鉄監修 交通公社の時刻表』ではその他の駅と表記していた）における指定券の発売時間は、前売の指定券・当日乗車の指定券共10時から17時までとなっていた。
1967年3月31日には、東京駅のみどりの窓口付近にあったゴミ箱が何者かが仕掛けた爆弾により爆発（みどりの窓口爆破事件）。14人が重軽傷を負う出来事もあった。
JR化後の指定券の発行は4時30分から23時55分までに限定している。
以前は毎日9時57分から9時59分59秒（JST）までの3分間、1か月前発売時の窓口のフライング防止のため、すべてのみどりの窓口で指定券の発売ができなかった（ただし、自由席券や乗車券などオフラインで発行するものは発売可能だった）が、2007年10月1日より機能改修され廃止されている。
JRバスについては、マルス（みどりの窓口）による管理とは別に、2006年から、マルスの管理・運営をしている鉄道情報システムが開発した高速バス専用の座席予約システムである「高速バスネット」の運用が始まっている。路線によっては、別の高速バス専用の座席予約システムである「発車オ〜ライネット」による販売も行っている。→マルスシステムでの高速バス乗車券・指定券発券を参照。
みどりの窓口では、乗車券や特急券など一般的な切符は切符の記載事項を英文にして発券することも可能である。ただし、端末の種類により英文での発行が不可能な場合もある。券の種類の下に説明が印字され（普通乗車券であれば"FARE TICKET"）日本語の駅名の下にもローマ字で駅名が印字される。有効期限や注意事項も翻訳されて印字される。本来はジャパンレールパスなどを使用する訪日外国人へ指定券などを発行する時に使う機能であるが、日本人でも希望すれば英文で発券することができる。
前述のみどりの窓口のない駅員配置駅での指定券発行は、マルス指令（指定席計画〔JR西日本〕等会社により用語が異なる）あるいは決められたマルス端末設置駅へ電話を用いてのやり取りとなる。このため、発行駅での聞き間違いのないように、席番号についてはA席「アメリカ」、B席「ボストン」、C席「チャイナ」、D席「デンマーク」、E席「イングランド」と発音しているが、これはAとD（デーと発音する場合）やB、C、D、Eの母音が同じために席番号の混乱を防ぐためである。発行駅では指定席内容を復唱して確認する。
国鉄時代は長らくクレジットカードが利用できなかったが、1985年に「JNRカード」（民営化後は「JRカード」）を発行開始したのを機にJRカードに限り使用可能になった。1990年代後半から国際ブランド（VISA・MasterCardなど）のカードの取り扱いが開始、2004年にJR東海が国際ブランドのカードの取り扱い開始により、全旅客会社の窓口で一般カードが使用可能になった。